# Fay Holden
Fay Holden (* 26. September 1893 in Birmingham, England; † 23. Juni 1973 in Los Angeles; eigentlich Dorothy Fay Hammerton) war eine britische Theater- und Filmschauspielerin.

## Leben
Fay Holden, gebürtig Dorothy Fay Hammerton, kam 1893 als Tochter von Kate und Dr. Henry Hammerton in Birmingham zur Welt. Gemäß englischer Tradition erhielt sie eine Erzieherin und besuchte Privatschulen. Bereits im Alter von neun Jahren stand sie als Tänzerin auf der Bühne, doch wandte sie sich später der Schauspielerei zu. Nachdem sie in die Vereinigten Staaten übergesiedelt war, wirkte sie als Darstellerin am Pasadena Playhouse in Kalifornien. 1927 und 1929 trat sie als Gaby Holden auch am Broadway in New York auf. Anschließend kehrte sie für vier Jahre nach England zurück.
Mitte der 1930er Jahre ging Holden nach Hollywood, wo sie von MGM unter Vertrag genommen wurde und mit Anfang 40 ihr Filmdebüt gab. Bei ihren beiden ersten Filmen, The Pace That Kills (1935) und Kleine Stadt mit Tradition (1936), trat sie unter dem Namen Gaby Fay auf, danach nahm sie ihren Künstlernamen Fay Holden an. Fortan war sie in zahlreichen Nebenrollen zu sehen, so etwa in Schiffbruch der Seelen (1937) mit Gary Cooper und in Der Testpilot (1938) neben Clark Gable. Bekanntheit erlangte sie in den USA, als sie ab 1939 in 14 Filmen der Andy-Hardy-Reihe die Mutter von Mickey Rooney spielte, die im ersten Film der Reihe noch von Spring Byington verkörpert worden war. In Mervyn LeRoys Waisenkinddrama Blüten im Staub (1941) war Holden auch als Mutter von Greer Garson zu sehen. 1958 zog sie sich aus dem Filmgeschäft zurück.
Holden heiratete 1914 den Schauspieler David Clyde, mit dem sie Anfang der 1940er Jahre auf einer Ranch im San Fernando Valley lebte. Diese Verbindung hielt bis zu Clydes Tod im Jahr 1945. Fay Holden starb 1973 im Alter von 79 Jahren in Los Angeles an Krebs. Sie wurde im Forest Lawn Memorial Park beigesetzt.

## Filmografie (Auswahl)
- 1935: The Pace That Kills
- 1936: Kleine Stadt mit Tradition (I Married a Doctor)
- 1936: The White Angel
- 1937: Schiffbruch der Seelen (Souls at Sea)
- 1937: Der Mord im Nebel (Bulldog Drummond Escapes)
- 1937: Exklusiv (Exclusive)
- 1938: Der Testpilot (Test Pilot)
- 1938: Singende Herzen (Sweethearts)
- 1938: Love Finds Andy Hardy
- 1939: Andy Hardy Gets Spring Fever
- 1939: Judge Hardy and Son
- 1939: Sergeant Madden
- 1939: The Hardys Ride High
- 1940: Bitter Sweet
- 1940: Andy Hardy Meets Debutante
- 1941: Blüten im Staub (Blossoms in the Dust)
- 1941: Andy Hardy’s Private Secretary
- 1941: Dr. Kildare: Der Hochzeitstag (Dr. Kildare’s Wedding Day)
- 1941: Life Begins for Andy Hardy
- 1941: Mädchen im Rampenlicht (Ziegfeld Girl)
- 1941: H.M. Pulham, Esq.
- 1942: Andy Hardy’s Double Life
- 1942: The Courtship of Andy Hardy
- 1944: Andy Hardy’s Blonde Trouble
- 1946: Feuer am Horizont (Canyon Passage)
- 1946: Love Laughs at Andy Hardy
- 1948: Der Todesverächter (Whispering Smith)
- 1949: Samson und Delilah (Samson and Delilah)
- 1950: Von Katzen und Katern (The Big Hangover)
- 1958: Andy Hardy Comes Home